# Andrzej Kurzawski

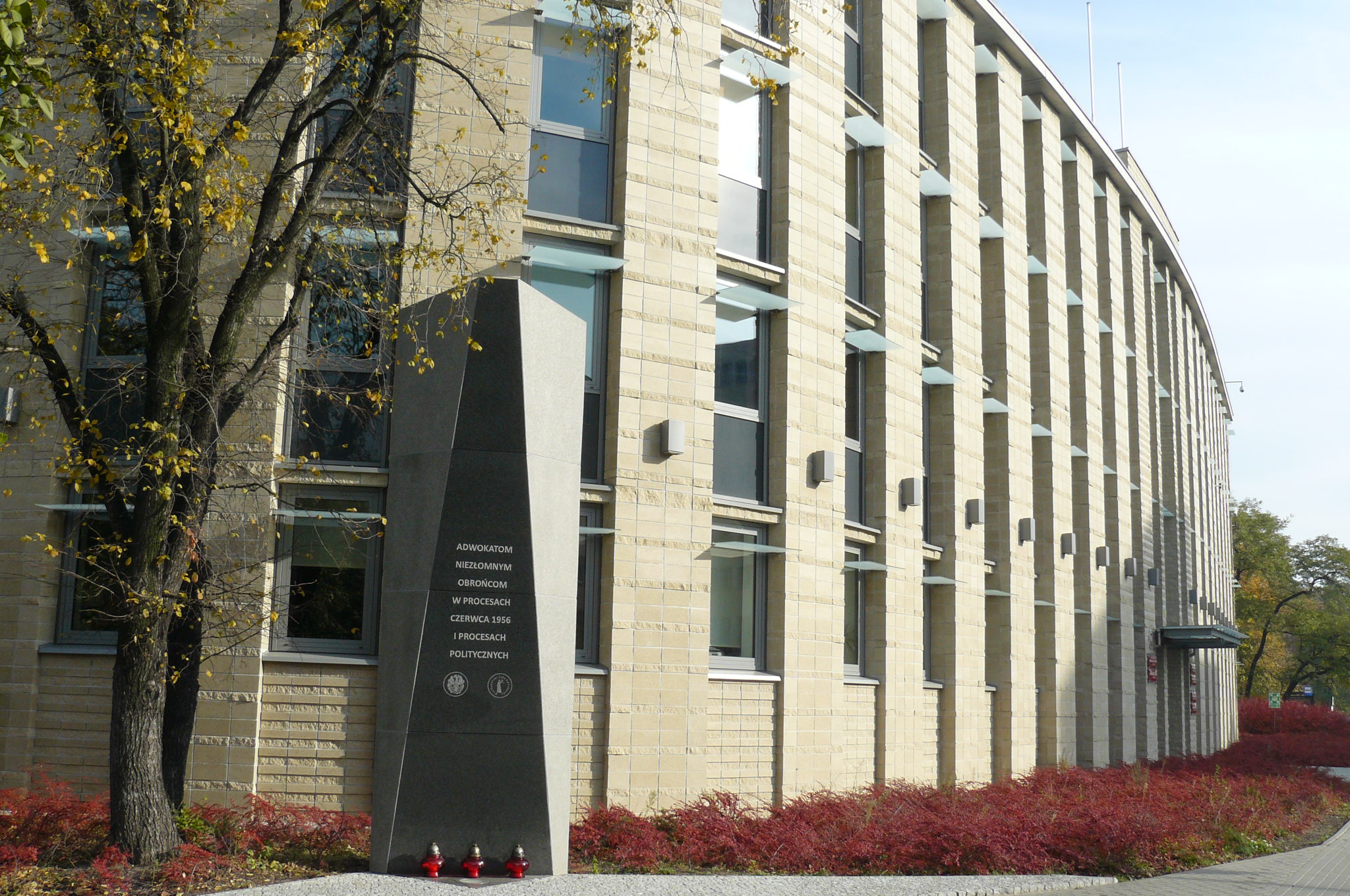
Pomnik Adwokatów Czerwca ’56

Andrzej Kurzawski (ur. 31 stycznia 1928 w Poznaniu, zm. 19 kwietnia 2012 tamże) – malarz, profesor poznańskiej ASP.

## Życiorys
W latach 1945–1951 ukończył studia w PWSSP w Poznaniu w pracowniach malarskich prof. prof. Wacława Taranczewskiego, Stanisława Szczepańskiego i Eustachego Wasilkowskiego. Dyplom z malarstwa sztalugowego i technik ściennych otrzymał w 1951 roku w pracowni prof. Wacława Taranczewskiego.
Od 1949 był zatrudniony w PWSSP w Poznaniu jako asystent, adiunkt, docent, a od 1984 r. profesor ASP w Poznaniu. W latach 1975–1981 i 1984–1987 pełnił funkcję prodziekana Wydziału Malarstwa Grafiki i Rzeźby. W latach 1981–1984 kierownik Katedry Wydziału Malarstwa, Grafiki i Rzeźby.
Od 1951 roku brał udział w ok. 90 wystawach zbiorowych w kraju i za granicą.
Wystawy indywidualne:
- rok 1953 – wystawa rysunków w klubie MPiK w Poznaniu,
- rok 1957 – wystawa w galerii BWA w Poznaniu z J. Fliegerem i A. Gielniakiem,
- rok 1964 – wystawa malarstwa Grupa Jednolita (H. Polański, J. Flieger, Z. Gromadziński i A. Górnik) w Poznaniu i w Kaliszu,
- rok 1970 – wystawa malarstwa w BWA w Poznaniu,
- rok 1977 – wystawa malarstwa w Poznaniu i w Pile,
- rok 1988 – wystawa malarstwa w galerii Bazart w Poznaniu, rok 1989 – wystawa malarstwa w Muzeum Narodowym w Poznaniu,
- rok 1990 – wystawa malarstwa w galerii BWA w Bydgoszczy,
- rok 1994 – wystawa malarstwa w Fingel Rowgallers w Nottingham,
- rok 1995 – wystawa malarstwa w galerii miejskiej w Mosinie,
- rok 1997 – wystawa malarstwa w galerii BWA w Poznaniu,
- rok 1998 – wystawa malarstwa w galerii BWA w Bydgoszczy,
- rok 1999 – wystawa malarstwa w galerii Kordegarda w Warszawie,
- rok 2001 – wystawa malarstwa w galerii U Jezuitów w Poznaniu.

Brał również udział w międzynarodowych plenerach w kraju i za granicą m.in. w Pocitelji i w Prilepie w Jugosławii.
Jest laureatem licznych nagród artystycznych i państwowych w tym m.in. Nagród Ministra Kultury i Sztuki III, II i I stopnia, Nagrody Miasta Poznania, Nagrody Senatu ASP w Poznaniu - Scholae Bene Merito. Odznaczony m.in. Krzyżem Kawalerskim Orderu Odrodzenia Polski, Medalem Komisji Edukacji Narodowej, Medalem za Ochronę Zabytków Województwa Poznańskiego, Złotą Odznakę ZPAP.
Żona Jolanta - artysta rzeźbiarz, synowie: Jakub ur. 1955 – inżynier, Piotr ur. 1958 – artysta malarz.

## Dzieła
- Osiedle Kopernika (Poznań) – w zespole
- Pomnik Adwokatów Czerwca ’56